# Kanadahalli, Alur
Kanadahalli là một làng thuộc tehsil Alur, huyện Hassan, bang Karnataka, Ấn Độ.